# Egbert Van Alstyne
Egbert Anson Van Alstyne, född den 4 mars 1878 i Marengo, Illinois död den 9 juli 1951 i Chicago var en amerikansk kompositör och sångtextförfattare. Hans första stora hit var "In the Shade of the Old Apple Tree" med text av Harry Williams (1905).
Van Alstyne valdes in i Songwriters Hall of Fame 1970. 